# 按军歌对齐脚步吧
《按军歌对齐脚步吧》（：／）是一首创作于主体88年（即公元1999年）的朝鲜军旅歌曲，由李石作词， 黃进永作曲。该曲曾多次以伴奏或变调形式作为朝鲜阅兵式中朝鲜人民军仪仗队和综合军乐队的出场曲演奏。